# 翔殷路隧道
翔殷路隧道，是上海黄浦江上的一座公路隧道，于2003年6月21日开工，2005年12月31日建成通车。翔殷路隧道为东西走向，西承中环路，起于杨浦区翔殷路军工路，向东穿越黄浦江后止于五洲大道杨高北路，南线全长2606.32米，北线2597米，双向4车道，设计时速80公里。建成时为中国直径最大的越江公路隧道。